# مستعمرة ستون سيتي الفنية

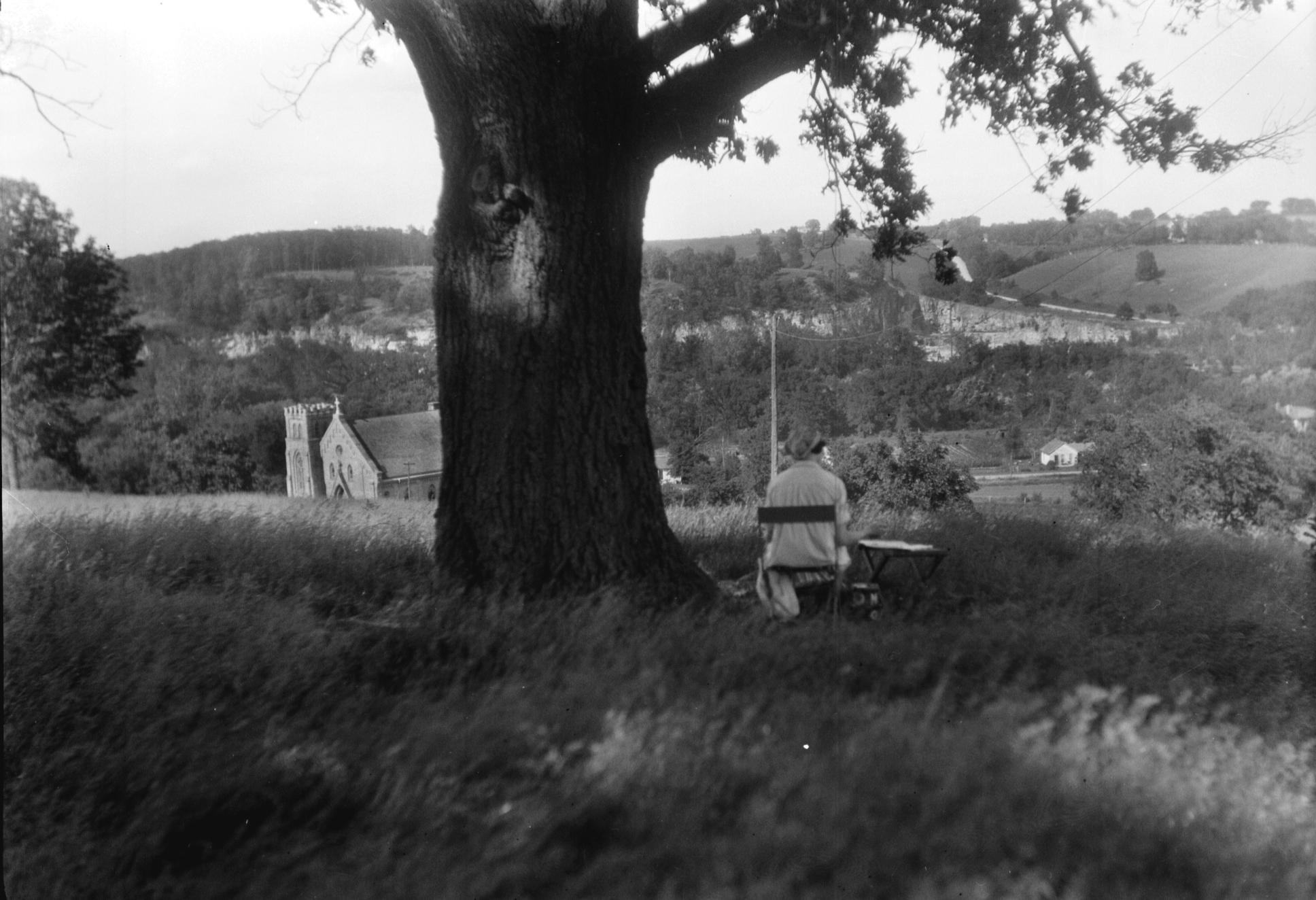
صورة التقطت عام 1932 لستون سيتي

كانت مستعمرة ستون سيتي الفنية 'ستون سيتي آرت كولوني' مستعمرة فنية أسسها إدوارد روان وأدريان دورنبوش وغرانت وود. تجمعت المستعمرة في منطقة ملكية جون اى جرين في ستون سيتي بولاية أيوا خلال صيفي 1932 و 1933.

## تاريخ
تم إنشاء المستعمرة من قبل إدوارد روان ، مدير المعرض الصغير في سيدار رابيدز أيوا وأدريان دورنبوش المدير السابق لمعهد فلينت للفنون ومعلم فنون ليتل غاليري، والفنان المحلي الشهير جرانت وود. كان روان هو الميسر الأساسي لإنشاء المستعمرة. أدى التزامه بالمشروع إلى قيام مؤسسة كارنغي في نيويورك باستثمار 1000 دولار في إنشاء المستعمرة.
كان من المفترض أن تكون مستعمرة ستون سيتي الفنية بديلاً لمستعمرات الفنانين الأكثر رسوخًا في وودستوك و سانتا في، مما يسمح للفنانين الموجودين في الغرب الأوسط بالحصول على موقع يسهل الوصول إليه للإقامة. عاش السكان في عربات بيت الجليد التي قاموا بتزيينها بأنفسهم. وظف وود لاحقًا العديد من الفنانين في المستعمرة في مشروع الأشغال العامة للفنون (الذي أطلق عليه لاحقًا إدارة الأعمال المدنية) الذي أداره في ولاية آيوا ، وأنتج عددًا كبيرًا من جداريات عصر الكساد بفضل الصفقة الجديدة التي لا تزال موجودة تزيين العديد من مكاتب البريد والمباني العامة في ولاية ايوا.
كانت المستعمرة الفنية تعاني دائمًا من الصعوبات المالية؛ كان عام 1933 صيفه الأخير وكان قد بدأ بالفعل في المعاناة من صعوبات مالية قبل افتتاحه لهذا العام. تم بيع أصوله لسداد ديونه عندما أغلق هذا الخريف. على الرغم من أن وود وأعضاء هيئة التدريس الآخرين يدرسون هناك مجانًا إلا أن المستعمرة لم تصبح أبدًا مكتفية ذاتيًا من الناحية المالية.

## كلية مستعمرة الفن
- أدريان دورنبوش، مدرب الرسم ومدير المستعمرة
- إدوارد روان، محاضر ومستشار المستعمرة
- ، غرانت وود- مدرس الرسم المتقدم
- أرنولد بايل، مصمم الإطارات والمدرب
- ديفيد مكوش، مدرس الرسم والطباعة الحجرية
- فرنسيس شابن، الطباعة الحجرية
- فلورنس سبراغ، معلمة نحت
- مارفن كون، مدرب رسم الشكل
- جيفرسون راندولف سميث، «مدير الأعمال». زوج فلورنس سبراغ وابن الخارج عن القانون سوبي سميث

## طلاب مستعمرة الفن البارزون
- لي ألين (رسام) (1910-2006)
- إيزابيل بلوم (1908-2001)
- جون بلوم (1906-2002)
- ليلا باورز بريجز (1896-1953)
- ماريون جيلمور (1909-1984)
- نان وود جراهام (1899-1990)
- كونجر ميتكالف (1914-1998)
- مارجوري آن نون (1898-1988)
- دانيال رودس (1911-1989)
- بيرسيس روبرتسون (1896-1992)

## روابط خارجية
- https://web.archive.org/web/20080520145039/http://grantwoodartfestival.anamosachamber.org/